# C-terminus
C-terminus (karboksilni-terminus, karboksi-terminus, C-terminalni kraj, ili COOH-terminus) proteina ili polipeptida je kraj aminokiselinskog lanca koje je završen karboksilnom grupom (-COOH). Konvencija za pisanje peptidnih sekvenci je da se C-terminalni kraj stavi na desnu stranu, a da se sekvenca piše od N- do C-terminusa.

## Hemija
Svaka aminokiselina sadrži karboksilnu grupu i amino grupu. Aminokiseline su povezane jedna sa drugom u lanac reakcijom dehidratacije kojom se spaja amino grupa jedne aminokiseline sa karboksilnom grupom sledeće. Takav polipeptidni lanac ima na jednom kraju nevezanu karboksilnu grupu, C-terminus, a na drugom kraju je amino grupa, -terminus. Proteini se prirodno sintetišu počevši od N-terminalnog kraja i završavaju sa C-terminalnim krajem.